# Grube Juliane Sophia
Die Grube Juliane Sophia war ein Silberbergwerk bei Schulenberg im Oberharz (Berg- und Universitätsstadt Clausthal-Zellerfeld). Sie liegt direkt an der Landstraße L517 an der Okertalsperre. Aus der Grube wurde silberhaltiger Bleiglanz, mineralogisch Galenit genannt, gefördert. Die Grube war die ergiebigste der Schulenberger Gruben.

## Geschichte
Die Grube nahm 1776 ihren Betrieb auf. Von Anfang an wurde eine Wasserhebemaschine zum Entwässern verwendet. In den ersten beiden Jahren wurden 60 Tonnen Erz gefördert. Zwei Jahre später (1780) waren es schon 230 Tonnen. In der Zeit zwischen 1796 und 1809 wurden 700 bis 1400 Tonnen pro Jahr gefördert. Im Jahr 1841 waren insgesamt 47 Bergleute in der Grube beschäftigt. Nach dem Fund neuer Vorkommen wurde die Grube bis in eine maximale Tiefe von 400 Metern ausgebaut. Nachdem diese Vorkommen abgebaut waren, wurde die Grube 1904 geschlossen und der Bergbau im Schulenberger Revier endete. 
Heute sind noch einige verschlossene Stollenmundlöcher sichtbar. Die Halden der Schulenberger Gruben können noch gut von der Landstraße aus erkannt werden.